# Les Aventures de Robinson Crusoé (pel·lícula de 1902)
Les Aventures de Robinson Crusoë és una pel·lícula muda francesa del 1902 dirigida per Georges Méliès, basada en el llibre homònim de Daniel Defoe de 1719.

## Argument
Robinson Crusoe, un mariner, naufraga en una illa. Reuneix les provisions que pot del naufragi, inclosos un gos i un gat, que són els únics supervivents de la catàstrofe. Després de senyalitzar un vaixell que passa sense èxit, Crusoe construeix una caban.
En altres llocs de l'illa, a la base d'un penya-segat, els nadius caníbals han fet presoners i se n'han menjat tots menys un. Estan a punt de matar l'últim presoner quan apareix Crusoe i els espanta amb trets. Crusoe es fa càrrec del presoner, anomenant-lo Divendres. Els dos escalen el penya-segat, lluitant contra els nadius que els ataquen mentre van. La lluita avança pel penya-segat i cap a la cabana. Junts, Divendres i Crusoe aconsegueixen matar tots els nadius atacants. Segur per fi, Crusoe es fa amic de Divendres i li ensenya algunes habilitats. Es van instal·lar a casa a la seva cabana, juntament amb el gos i el gat, així com un lloro i una cabra. Junts construeixen una canoa, s'enfronten a un huracà, cacen i naveguen per l'illa.
Vint-i-cinc anys després del naufragi de Crusoe, uns mariners desembarquen a l'illa; s'han amotinat i han empresonat el capità i els oficials del seu vaixell. Divendres i Crusoe ataquen els amotinats i alliberen els presoners. El capità i els oficials van deixar en Crusoe i en Divendres pujar al seu vaixell i els van portar a Anglaterra. Aterrat a Southampton, Crusoe se'n va a casa i es retroba amb la seva dona i els seus fills. Divendres és adoptat a la família. En una escena final "apoteosi", Crusoe i Divendres es mostren una vegada més després de la seva lluita amb els nadius, dempeus en glòria a la seva illa.

## Producció
El mateix Méliès protagonitza l'heroi titular. El disseny de la pel·lícula, també de Méliès, es va inspirar en les il·lustracions de J. J. Grandville per a la novel·la. La pel·lícula va ser estrenada per la Star Film Company de Méliès i està numerada del 430 al 443 als seus catàlegs.
(approx. 15 minutes)

## Supervivència
Un breu fragment en blanc i negre de la pel·lícula va ser l'únic romanent conegut fins al 2011, quan es va trobar una impressió pintada a mà sobre pel·lícula de nitrat entre una col·lecció donada a la Cinémathèque Française. Aquesta impressió, aproximadament dotze minuts i mig del temps d'execució original de la pel·lícula, de quinze minuts, va ser restaurada en resolució 4k per la Cinémathèque. La restauració, amb una nova partitura de Maud Nelissen i amb una traducció a l'anglès de la narració original de Méliès llegida en directe per Paul McGann, es va estrenar en pel·lícula de 35 mm al Giornate del Cinema Muto a Pordenone el 2012.

## Refències
1. 1 2  Méliès, Georges (1905), Complete Catalogue of Genuine and Original "Star" Films, New York: Geo. Méliès, pàg. 21–22, <http://rucore.libraries.rutgers.edu/rutgers-lib/26311/>. Consulta: 19 desembre 2014
2. 1 2  Hutchinson, Pamela «Georges Méliès's Robinson Crusoé film resurfaces in Pordenone». , 10-10-2012.
3. ↑  Hammond, Paul. Marvellous Méliès.  Londres: Gordon Fraser, 1974, p. 141. ISBN 0900406380.